# Asamblea Nacional Legislativa

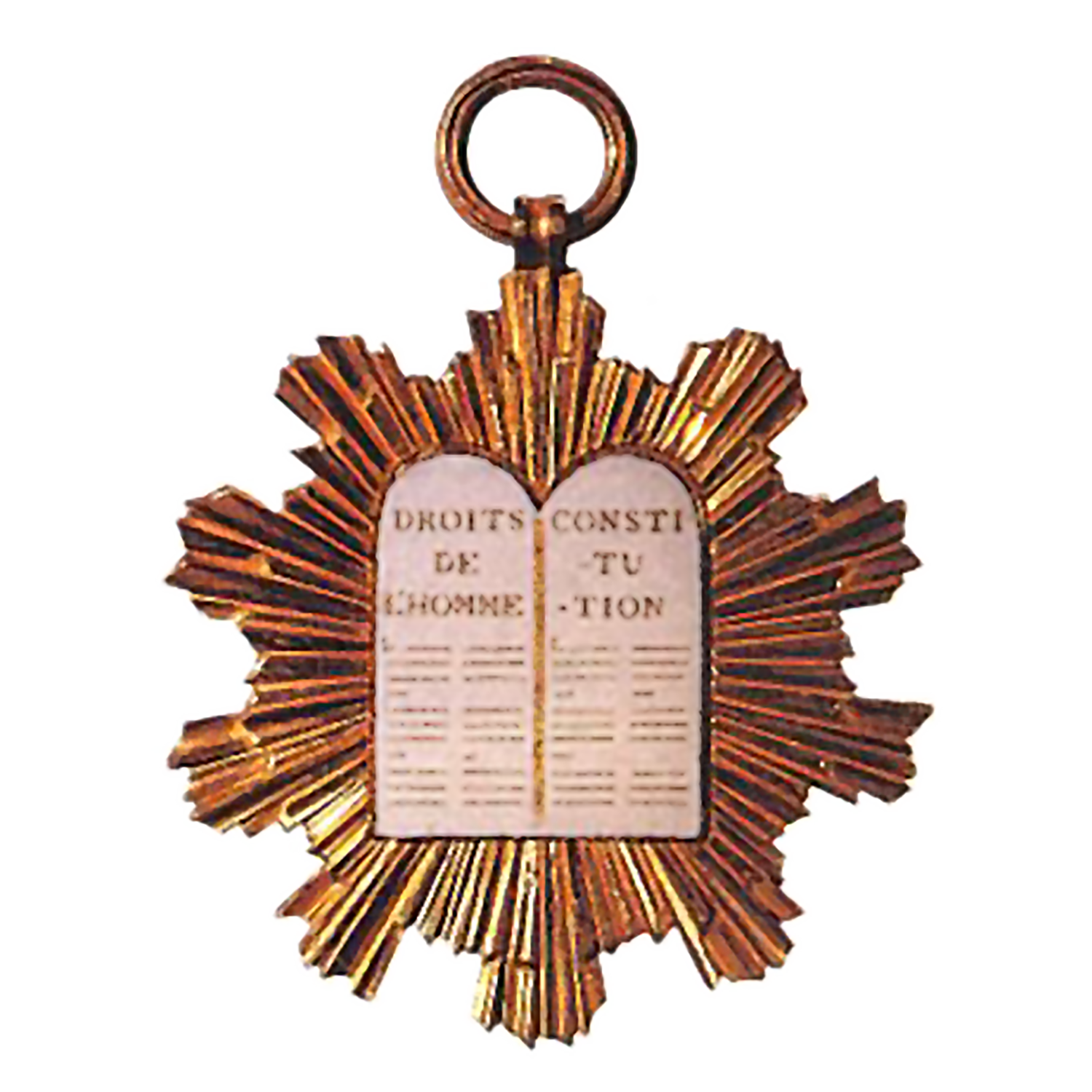
Condecoración de la Asamblea Legislativa francesa.

La Asamblea Nacional Legislativa (en francés: Assemblée nationale législative) se refiere a dos asambleas nacionales de la historia de Francia. La primera bajo la Revolución francesa, y la segunda bajo la II República, a mediados del siglo XIX.

## Asamblea nacional legislativa de la Revolución francesa (1791-1792)
La primera Asamblea Nacional Legislativa fue creada por la Constitución francesa de 1791, y sucedió a la Asamblea Nacional Constituyente el 1 de octubre de 1791. Al decidir esta que ninguno de sus miembros podría ser reelegido, quedó formada por hombres nuevos y representaba mayoritariamente a la burguesía rica, al ser el sufragio censitario. La última sesión tuvo lugar el 21 de septiembre de 1792, antes de ser sucedida por la Convención Nacional.

### Composición
Dentro de la Asamblea Nacional Legislativa había tres grandes grupos. 
- Los más moderados formaron la derecha, alrededor de unos 260 monárquicos constitucionales inscritos en el Club des Feuillants que defendía a la realeza frente a la agitación popular. No contaban con ninguna personalidad eminente, al estar sus auténticos jefes, Joseph Gilbert Motier marqués de La Fayette y Antoine Barnave, fuera de la Asamblea Legislativa. Su jefe era Jacques Pierre Brissot (de ahí su nombre de Brissotinos, que luego pasó a ser Girondinos) y estaba rodeado de filósofos como Jean Antoine Nicolas de Caritat, marqués de Condorcet y varios abogados de Burdeos, especialmente el brillante orador Pierre Victurnien Vergniaud.
- La izquierda, menos numerosa. 136 diputados que formaban parte del Club de los Jacobinos o del de los Cordeleros. La mayor parte de ellos provenía de la burguesía culta, y eran seguidores de las ideas de las Luces. Desconfiados ante Luis XVI, también eran partidarios de entablar guerra contra los soberanos europeos para probar a Luis XVI y para extender la idea de la libertad en Europa.
- El resto, 345 diputados, formaba el centro. Decididos a defender la obra de la Revolución votaron generalmente con la izquierda.

### Actuaciones
La Asamblea Legislativa tuvo que enfrentarse a las dificultades económicas y financieras y a la agitación religiosa y contrarrevolucionaria azuzada por el clero refractario. 
Sus principales actividades fueron:
- 8 de noviembre de 1791: Se declara a los emigrados culpables de conspiración, se ordena que sean perseguidos como tales y condenados a muerte si no regresaban antes del 1 de enero de 1792.
- 20 de abril de 1792: Declaración de guerra al emperador Francisco II. La corte apoyó esta medida, ya que esperaba que los fracasos militares permitieran al rey recuperar el mando. Esta declaración de guerra fue votada por casi unanimidad. Sólo tuvo siete votos en contra (entre ellos el de Maximilien Robespierre) e inició un conflicto que con diversas pausas duró 23 años, hasta la batalla de Waterloo (18 de junio de 1815).
- 26 de mayo: deportación de los eclesiásticos que rechazan someterse a la constitución civil del clero
- 11 de julio: Se declara peligro para la Patria. A partir de ese momento, las sesiones de la Asamblea deben ser permanentes, todos los ayuntamientos y todos los consejos de distrito y de departamento deben reunirse sin interrupción, todos los guardias nacionales deben movilizarse.
- 10 de agosto: el rey es suspendido en sus funciones, y se convoca una nueva asamblea, elegida por sufragio universal, que recibirá el nombre de Convención Nacional. Esta resolución se votó tras las jornadas revolucionarias de 20 de junio y sobre todo de 10 de agosto de 1792.

## Asamblea nacional legislativa de la Segunda República francesa (1849-1851)
En el marco de la primavera de los pueblos, y tras la proclamación de la República el 25 de febrero de 1848, el gobierno provisional instaura el sufragio universal reservado a los hombres de más de 21 años para las elecciones a la Asamblea nacional constituyente de abril de 1848. En un contexto de grave crisis económica, las élites tradicionales provinciales dominan la asamblea que elaborará la Constitución aprobada el 4 de noviembre de 1848. Esta preve la elección de un presidente de la República por sufragio universal para un mandato de 4 años. Gracias a una hábil y poderosa campaña electoral, Luis Napoleón Bonaparte es elegido el 10 de diciembre de 1848 con 74% de los sufragios.
La nueva asamblea legislativa es elegida el 13 de mayo de 1849: la dominan los partidarios del conservadurismo social y del orden –legitimistas, orleanistas, republicanos moderados y bonapartistas— que logran juntos más de 53% de los votos y casi 500 diputados sobre un total de 750. Al no conseguir de la Asamblea la revisión constitucional que permitiría su reelección, Luis Napoleón Bonaparte organiza un golpe de Estado el 2 de diciembre de 1851 que pone fin a la II República disolviendo la asamblea, e instaura el Segundo Imperio.

### Actuaciones
Sus conflictos con el príncipe-presidente (Luis Napoleón Bonaparte es jefe del ejecutivo y jefe del gobierno) son casi permanentes, ya que la Constitución no contempla ningún mecanismo regulador en estos casos. Gracias a la mayoría del partido del Orden, hostil a la herencia de la revolución, al socialismo y apoyándose en la Iglesia Católica, la asamblea vota numerosas leyes conservadoras e impopulares. Limita la libertad de prensa, reduce el sufragio universal y aprueba la ley Falloux que amplia las prerrogativas de la Iglesia en materia de educación en detrimento de la educación pública.